# Jan Stanislav Skrejšovský
Jan Stanislav Skrejšovský (6. ledna 1831 Libišany – 14. října 1883 Vídeň) byl český novinář a politik, člen staročeské strany. 14. září 1862 založil německy psaný deník Politik, v němž hájil české národní zájmy proti vídeňským centralistům. Po rakousko-uherském vyrovnání agitoval pro politiku pasivního odporu (neúčasti českých poslanců v Říšské radě) a nakupoval velkostatky s cílem získat hlasy ve velkostatkářské kurii; v té době byl předním představitelem staročechů a obávaným protivníkem rakouské vlády. Roku 1873 byl odsouzen na rok do vězení pro nezaplacení daně z inzerátů; rozsudek byl v Čechách chápán jako účelový a politický. Po návratu z výkonu trestu zápasil s dluhy a finančními problémy. Po smrti Františka Palackého roku 1876 neuznal autoritu jeho nástupce Riegra, otevřený konflikt prohrál a bez jakéhokoli vlivu i majetku odešel v roce 1879 do Vídně, kde v hmotném nedostatku vydával noviny. Spory, do nichž byl v posledních letech zapojen, zničily jeho politickou kariéru i reputaci. Byl všeobecně uznávaný pro svou houževnatost, pevnou vůli a pracovitost, pozdější životopisci oceňovali jeho obětavé hájení českých zájmů v letech 1862–1878.

## Život

### Mládí
Narodil se 6. ledna 1831 v Libišanech u Pardubic. Vystudoval gymnázium v Praze a Hradci Králové, poté absolvoval pražskou filosofickou a právnickou fakultu. Roku 1848 se v Praze stal členem studentské legie; po návratu domů během Velikonoc ho ale rodiče kvůli bezpečnosti nepustili zpět, čímž mu znemožnili účastnit se revoluce.
Roku 1852 vstoupil do praxe u finanční prokuratury v Praze, poté pracoval jako úředník na katastru v Žatci. Tam se v roce 1857 oženil s Marií Wolframovou, dcerou statkáře z Trnovan. O rok později získal místo na ministerstvu ve Vídni.

### Politická činnost 1861–1872

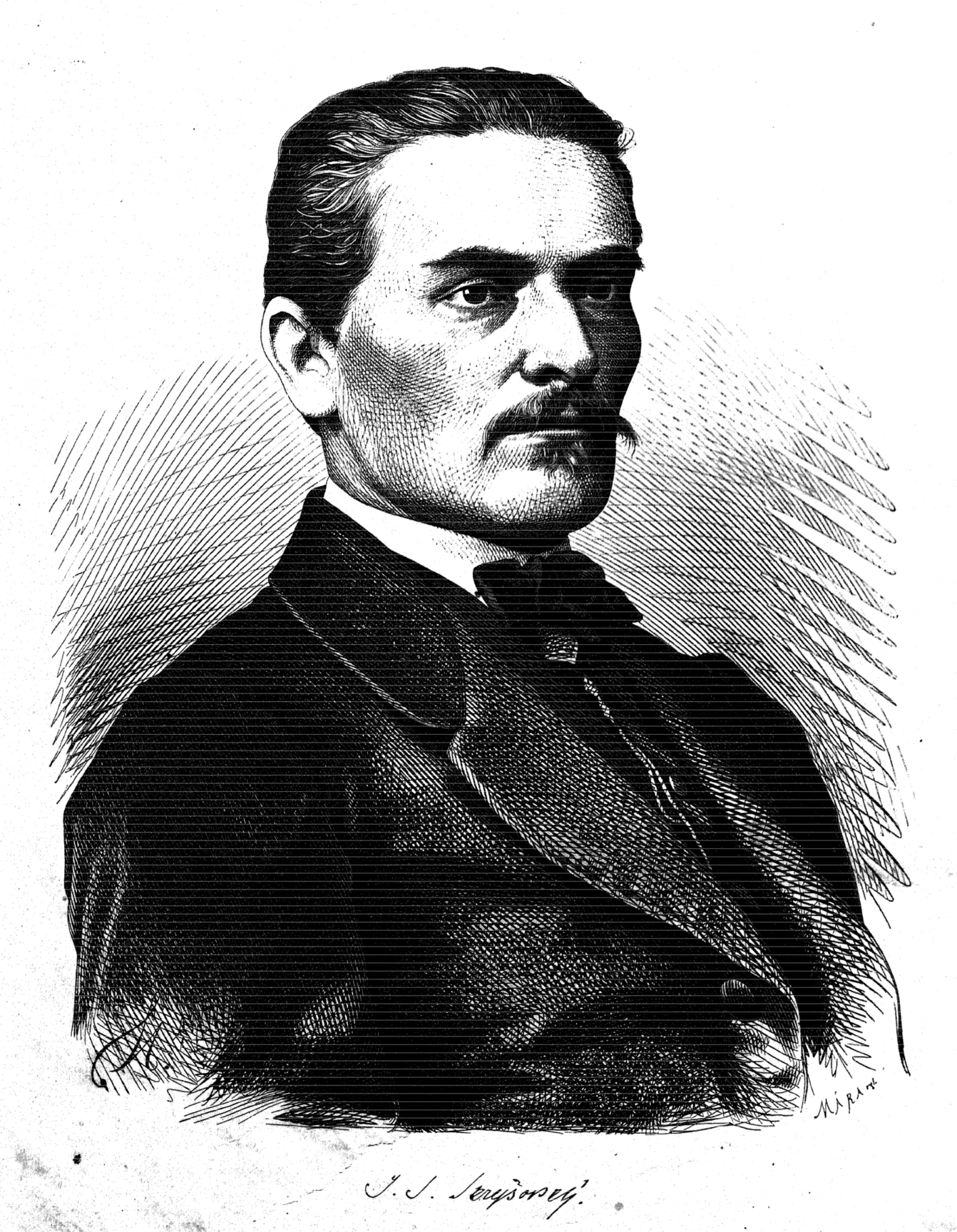
Jan Stanislav Skrejšovský, r. 1873 (od J. Mukařovského)

Roku 1861, po uvolnění poměrů, odešel ze státní služby a vstoupil do politiky. Využil znalosti pozemkových knih a zajistil, aby rolníci na Pardubicku získali bonifikace od vlády, na které měli nárok. Jako odměnu vydělal 9000 zlatých, které společně s 10 tisíci od přátel použil na založení německojazyčného deníku Politik, zaměřeného na propagaci českého státoprávního programu (obnovení historických práv Českého království). První číslo vyšlo 14. září 1862. Jako novinář a agitátor ostře vystupoval proti vídeňským centralistickým vládám. Během pruského vpádu do Prahy otiskl jeho list (jako jediné pražské německé noviny) manifest císaře Františka Josefa, který vyvolal nesouhlas okupačních úřadů. Skrejšovský krátce před zatčením uprchl z Prahy do Řezna, odkud se vrátil po uzavření příměří.
V doplňovacích volbách počátkem ledna 1863 se poprvé stal poslancem Českého zemského sněmu, tehdy za kurii venkovských obcí, obvod Dvůr Králové, Jaroměř. Nahradil rezignovavšího poslance Bedřicha Landrocka. Znovu pak v doplňovacích volbách počátkem listopadu 1866 byl zvolen na Český zemský sněm, kde tentokrát zastupoval kurii venkovských obcí, obvod Pardubice, Holice, Přelouč. Volba byla ovšem zpochybněna. Ještě než se sporem začala zabýval sněmovní komise, Skrejšovský koncem listopadu 1866 sám na mandát rezignoval.
Od roku 1867 bojoval proti rakousko-uherskému vyrovnání a vídeňským politikům (Friedrich Ferdinand von Beust, Karl von Auersperg, Eduard Herbst, Karl Giskra), kteří jej prosazovali; jako alternativu propagoval federalismus a obnovení práv Českého království. Po úředním zastavení deníku Politik v dubnu 1867 začal vydávat Correspondenz, poté Patriot, od července pak mohl obnovit Politik. Za pokuty, propadlé kauce a podporu rodinám zatčených novinářů vyplatil 60 tisíc zlatých. Téhož roku onemocněl na žlučové kameny. Odjel na léčení do Karlových Varů, ale po požití nevhodné minerální vody se jeho stav prudce zhoršil a zachránila ho jen rychlá operace.
Zapojil se i do hospodářského života – společně s Aloisem Olivou prosadil založení Živnobanky a pražské burzy a působil ve vedení obou institucí. Roku 1869 koupil dům v Jindřišské ulici, který se stal sídlem deníku Politik.
V doplňovacích volbách v září 1869 se vrátil i na Český zemský sněm, nyní za kurii městskou, obvod Vysoké Mýto, Skuteč, Hlinsko. V této době ovšem čeští poslanci praktikovali politiku pasivní rezistence (faktického bojkotu sněmu), takže mandát opět ve skutečnosti nevykonával. Poslanecké křeslo zde obhájil v řádných zemských volbách v roce 1870.
Když před zemskými volbami v roce 1872 založily provládní strany „chabrus“ pro nákup českých velkostatků s cílem získat hlasy v kurii velkostatkářů na Českém zemském sněmu, rozhodl se jim Skrejšovský konkurovat nákupem statků ve prospěch staročechů. Od politických odpůrců tak koupil hospodářství v obcích Úholičky, Ostrov, Zruč nad Sázavou a Hodkov (první dvě do roka prodal). Sám byl pak v zemských volbách roku 1872 zvolen, stále za kurii městskou, obvod Vysoké Mýto, Skuteč, Hlinsko. Vzhledem k pokračující politice pasivní rezistence mandát aktivně nevykonával. Po doplňovacích volbách v roce 1874 se už v tomto volebním obvodu uvádí jako poslanec Josef Jireček.

### Soudní spor a vězení 1872–1874
15. srpna 1872 byl po příjezdu z Hodkova do Prahy předvolán k soudu a téhož dne vzat do vazby pro nezaplacení daně z uveřejněných inzerátů. Zatčení bylo obecně chápáno jako akt politické pomsty ze strany rakouské vlády. František Palacký ho navštívil ve vězení. Několik obcí ho jmenovalo čestným občanem.
Soudní jednání v prvním stupni se konalo na začátku roku 1873. 8. března vynesl c. k. zemský soud osvobozující rozsudek. Konstatoval, že objektivně došlo ke ztrátě 300 zlatých, ale nepodařilo se prokázat, kdo byl skutečným nakladatelem. Skrejšovský byl majitelem, ředitelem a šéfredaktorem listu (a do roku 1868 platil poplatky ze svých prostředků), vydávání listu ale zajišťovalo konsorcium s nejasnými členy. Na pozici vydavatele se vystřídalo několik lidí (Václav Nedoma, Josef Hrdlička, Václav Kašpar, Karel Tůma, Václav Hodek aj.). Protože poplatek měl podle zákona odvést faktický nakladatel, a protože se nepodařilo prokázat, že v této pozici vystupoval Skrejšovský, rozhodl soud o jeho osvobození pro nedostatek důkazů. Spolu s ním byl souzen zaměstnanec Antonín Růžička pro kladení odporu při výběru poplatků (poskytnutí zavádějících informací výběrčímu); i ten ale byl osvobozen, protože svědkové nepotvrdili, že se činu dopustil právě on. 16. března byl Skrejšovský propuštěn z vazby na kauci 10 tisíc zlatých. Státní žalobce se ale odvolal a c. k. vrchní soud v Čechách odsoudil Skrejšovského k osmnácti, Růžičku ke třinácti měsícům vězení. Poslední instancí byl nejvyšší soud, který koncem května odsoudil Skrejšovského na 1 rok a Růžičku prohlásil za nevinného.
Roku 1873 znovu vážně onemocněl (zánět pobřišnice). Po léčebném pobytu v Karlových Varech nastoupil do výkonu trestu. Z vězení pokračoval v redigování Politiky pomocí tajně předávaných zpráv. V téže době ho ale postihly rodinné tragédie. 1. dubna 1874 zemřel švagr František Wolfram, ředitel jeho velkostatků (koncem března Skrejšovskému po velkých průtazích umožnili, aby ho na půl hodiny navštívil) a 17. května Skrejšovského pětiletá dcera. Nemocná manželka požádala o milost, ale když nedostala odpověď, telegraficky tuto žádost odvolala. To přimělo vídeňskou vládu k akci. Skrejšovský dostal milost, odmítl ji ale přijmout. Soud proto rozhodl, že bude v případě potřeby z vězení vyveden násilím. Aby nemohl vyvolat nepokoje tím, že půjde po ulici ve vězeňském oblečení, donutili jej převléci se do civilu a odvezli ho v uzavřeném voze do bytu.

### Po návratu z vězení
Po propuštění se musel vyrovnat s velkými hospodářskými ztrátami a dluhy, váznoucími na jeho majetku (způsobenými nemocí a úmrtím správce i následky krachu na vídeňské burze 10. května 1873). Pokračoval v politice pasivního odporu vůči vídeňské vládě, zastával se ale i slovanské vzájemnosti. Když v letech 1875–1878 propukly na Balkáně války za osvobození Srbů a Černohorců od turecké nadvlády, organizoval Skrejšovský sbírky na pomoc jižním Slovanům. Sám zaslal 10 tisíc zlatých a byl černohorským knížetem Nikolou I. vyznamenán Danilovým řádem. 12. ledna 1877 doprovázel v Praze generála Čerňajeva a po jeho úředním vypovězení s ním odjel vlakem do Drážďan. V článcích a projevech doporučoval orientaci české politiky na slovanské národy v čele s Ruskem. K propagaci svých myšlenek založil i český časopis Brousek, s podtitulem politický deník prostonárodní, který vycházel v letech 1874–1879, než jej cenzura zastavila, pak vydával Slovanské listy.

### Finanční a politický úpadek v letech 1876–1879
26. května 1876 zemřel František Palacký, jediný politik, jehož autoritu byl Skrejšovský ochoten uznat. Brzy poté došlo ke konfliktům s jeho nástupcem F. L. Riegrem. Jedním z prvních veřejných projevů této nevraživosti se ukázal v listopadu téhož roku u soudu na ochranu osobnosti proti Josefu Barákovi a Františku Šimečkovi z Národních listů. Tento deník převzal posměšnou zprávu z německého listu Tagesbote, podle níž Skrejšovský kdysi slíbil zatčenému spolupracovníku-novináři, že se bude starat po dobu trestu o jeho rodinu; pečoval o ni ale tak dobře, že novinář po návratu našel doma jedno dítě navíc. Národní listy ve zprávě označily Skrejšovského za „muže drzého čela“. Skrejšovský se cítil uražen a podal na autory žalobu. V rámci důkazního řízení vyšlo najevo, že ačkoli Skrejšovský v novinových článcích odsuzuje všechny, kdo nestojí za Riegrem, v soukromých hovorech ho kritizuje a dokonce sepsal v roce 1871 projev, přednesený na táboru lidu v Litovli, v němž jej označuje za zrádce národa. (Spor skončil odsouzením novinářů za nedbalost; předchozí soud s Tagesbote byl vyřešen dohodou před vynesením rozsudku.)
Postupně začal narůstat objem nesplacených dluhů, které nebylo možné financovat novými půjčkami. Mikuláš Karlach, předseda Svatováclavské záložny, který dosud Skrejšovského podporoval, byl donucen v zájmu svých vkladatelů odmítnout v říjnu 1876 jeho žádost o úvěr. Skrejšovský byl nucen uzavřít kupní smlouvu, na jejímž základě se majitelem domu č. 901 v Jindřišské ulici stal architekt Vilém Tierhier. Tiskárnu v tomto domě, na které také vázly dluhy, získalo roku 1877 vydavatelské družstvo. Skrejšovský se zavázal vést dál deník Politik podle usnesení družstva a nevydávat jiný časopis v němčině; výměnou došlo k úhradě jeho závazků, získal právo obývat byt v domě a roční honorář 1000 zlatých. Tierhier se stal osobně odpovědným za splacení převzatých půjček.
Postupem času došlo ke konfliktu mezi šéfredaktorem Skrejšovským a vydavatelským družstvem, reprezentovaným Tierhierem a vyjadřujícím zájmy skupiny kolem F. L. Riegra. Roku 1878 nastínil v novoročním úvodníku, nazvaném Co dělat?, dvě možnosti postupu české politické reprezentace: Vystoupit z pasivního odporu a dohodnout se s Maďary, nebo se zaměřit na válku za osvobození jižních Slovanů. 6. ledna na tento článek zareagoval Rieger – Skrejšovského postoje označil za dobrodružné a varoval před osudem Poláků, kteří po několika povstáních nedosáhli ničeho. Rieger se nechával slyšet, že Politik a Brousek nereprezentují staročeské zájmy a snažil se ve vedení listů o změnu.
Několik členů vydavatelského družstva (František Ladislav Rieger, Emilián Skramlík, Antonín Otakar Zeithammer, Vilém Tierhier, Jindřich Šolc, stavitel Josef Kandert) se 17. ledna 1878 dovědělo, že se do tisku připravuje vydání deníku s úvodníkem kritickým k F. L. Riegrovi. Sešli se proto, aby projednali další postup. Po dohodě odešel Tierhier do tiskárny s cílem zamezit jeho publikaci. Již vysázený článek rozházel a nařídil umístit místo něj krátkou zprávu družstva. Sazeč vyběhl oznámit to šéfredaktorovi. Následovala ostrá výměna názorů ve druhém patře, která skončila tím, že Tierhiera našli ležet v přízemí v bezvědomí s proraženou lebkou. Přivolaní lékaři Vilém Weiss a Vladislav Šír konstatovali, že jeho stav je prakticky beznadějný, a ponechali ho v domácím ošetřování. Zranění ale nakonec nebylo smrtelné, jeho stav se pomalu zlepšoval. (Nakonec se dožil 63 let, zemřel 27. ledna 1908). Skrejšovský byl 19. ledna zatčen a držen ve vazbě do 16. dubna. Protože se neprokázalo, jak k události přesně došlo, byl nejprve odsouzen k přestupku proti tělesné bezpečnosti na čtyři měsíce vězení a peněžité náhradě celkem 4168 zlatých, ale nejvyšší soud ve Vídni ho roku 1879 zprostil obvinění.

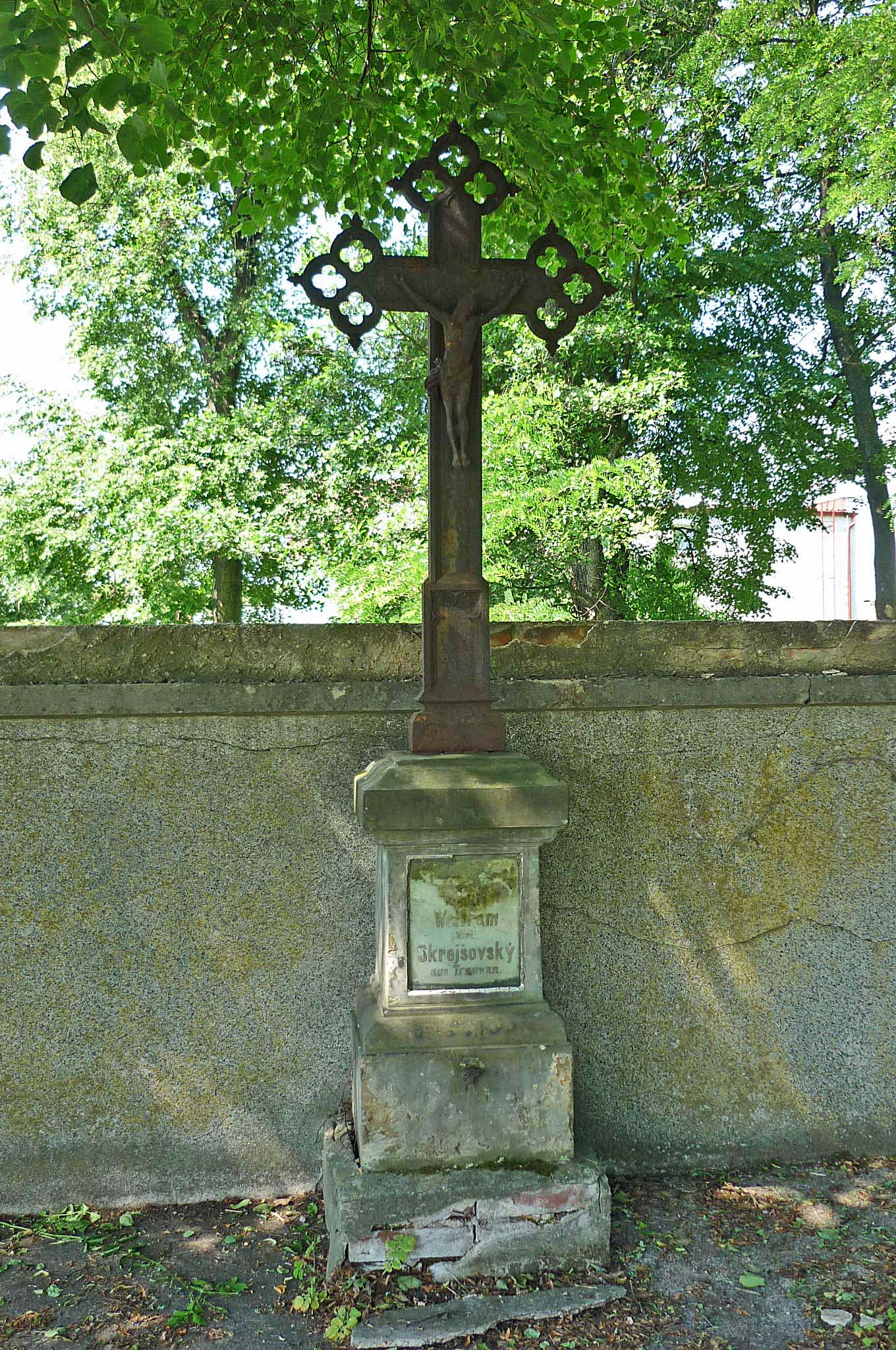
Hrob J. S. Skrejšovského v obci Liběšice

Po incidentu konflikt mezi oběma skupinami pokračoval. Skrejšovský vydal brožuru Skrejšovský a družstvo „Politik“ (v německé verzi Skrejšovský und das Consortium der "Politik"), kde ostře napadal své protivníky; ti se v tisku bránili ve společných prohlášeních i osobně (např. Mikuláš Karlach). Poukazovali přitom na to, že příčinou většiny Skrejšovského potíží bylo jeho zadlužení, se kterým mu nemohli dalšími půjčkami pomoci, protože by tím ohrozili vlastní hospodářství; podle nich bylo snadné prokazovat obětavost za cizí prostředky – převážně půjčené od vlasteneckých finančních institucí.
Od června 1878 do října 1879 vydával (v rozporu s původní smlouvou) německý časopis Epoche, kde vyzýval k pokračování pasivního odporu a prohloubení kontaktů s dalšími Slovany. Vydávání ukončil po vstupu českých poslanců na Říšskou radu.

### Ve Vídni
Roku 1879 odjel s rodinou bez prostředků do Vídně. S pomocí starého známého, který poskytl počáteční kapitál, začal vydávat německý týdeník Parlamentär. Po jeho úspěchu přešel na vydávání podobně zaměřeného deníku Tribüne. Většina jeho spolupracovníků byli Češi. Hájil autonomistický program ve prospěch českých zájmů a pravicovou politiku, čeští poslanci se k němu ale nehlásili. Souviselo to mimo jiné s tím, že do konce života nevzdal svou snahu znovu ovládnout Politik, rozšiřoval na to téma brožury a vedl soudní spory. Hmotný nedostatek i neustálé spory měly vliv na jeho zdraví. Roku 1882 vážně onemocněl (revmatismus, ischias) a léčil se v lázních Gastýn. Roku 1883 mu byla diagnostikována výduť aorty (aneurysma), která ho upoutala na lůžko a zakrátko vedla i k jeho smrti. Zemřel 14. října 1883 ve Vídni I.
Zádušní mše se konala 17. října ve vídeňském farním kostele Schotten. Poté byly jeho ostatky 19. října 1883 převezeny do Liběšic u Žatce a tam následujícího dne pohřbeny za účasti rodinných příslušníků, zástupců vídeňských spolků a některých politiků.

## Hodnocení
Během života Palackého patřil k předním staročeským politikům. Prohrál ale mocenský spor s Riegrem a jeho reputace byla zničena minimálně od aféry se zraněním V. Tierhiera. Vše, co dělal od té doby ve Vídni, byl jen zápas o holou existenci.
Nekrolog v Národních listech, které ho v předcházejích letech silně kritizovaly, ocenil jeho pevnou vůli, energičnost a pracovitost, které prokazoval celý život. K prosazení svých cílů neváhal použít jakékoli prostředky.
Jan Soukenka roku 1931 ve vzpomínce uvedl, že nebyl poražen svými protivníky ve Vídni, ale jen těmi na domácí politické scéně. Kdyby byl býval zemřel o několik let dříve, mohl být v dějinách uctívaný jako jeden z národních vůdců.

## Příbuzní

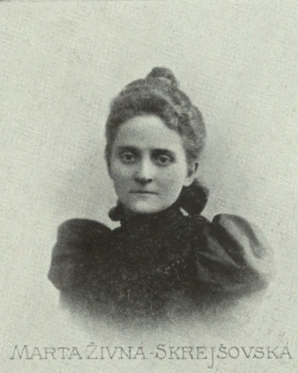
Dcera Marta Živná

- Dcera Marta Živná27. července 1857 se u farního úřadu v Liběšicích oženil s Marií Wolframovou z Trnovan.[38]
  - Dcera Marta Živná (1859–1918) žila se svým manželem JUDr. Karlem Živným (1858–1939) ve Vídni,[39] kde se oba věnovali žurnalistické činnosti.
- Bratr František Skrejšovský (1837–1902) byl právník, podnikatel, nakladatel a politik.[6]